# Žeimiai
 Žeimiai est un village de l'apskritis de Kaunas dans le centre de la Lituanie. En 2011, elle comptait une population de 860 habitants.

## Histoire
Au cours de la Seconde Guerre mondiale, en 1941, les habitants juifs sont assassinés lors d'exécutions de masse perpétrées par un Einsatzgruppe d'allemands et collaborateurs lituaniens ,.